# Paul Herrmann
Paul Herrmann (Dresda, 16 novembre 1985) è un ex pattinatore di short track tedesco.

## Biografia
Nato a Dresda, all'epoca nella Repubblica Democratica Tedesca, ha rappresentato la Germania ai Giochi olimpici invernali di Vancouver 2010, concludendoventiduesimo nei 1.000 metri, trentaduesimo nei 1.500 metri e settimo nella staffetta 5.000 metri, in squadra con Sebastian Praus, Tyson Heung e Robert Seifert.
Ai campionati europei di short track di Sheffield 2007 ha vinto l'oro nella staffetta 5.000 metri.

## Palmarès
- Campionati mondiali

Sofia 2010: bronzo nella staffetta 5.000 m.;
Sheffield 2011: argento nella staffetta 5.000 m.;
- Campionati europei

Sheffield 2007: oro nella staffetta 5.000 m.;
Dresda 2010: argento nella staffetta 5.000 m.;
Mladá Boleslav 2012: bronzo nella staffetta 5000 m;
Dresda 2014: bronzo nella staffetta 5000 m;